# L'Île mystérieuse (téléfilm, 1963)
L'Île mystérieuse est un téléfilm français en deux parties réalisé par Pierre Badel d'après le roman éponyme de Jules Verne et diffusé en 1963 dans la série Le Théâtre de la jeunesse.

## Synopsis
Durant la Guerre de Sécession, cinq hommes et un chien s'évadent de la prison de Richmond en ballon. Pris par une tempête impressionnante, ils s'échouent sur une île inconnue…

## Fiche technique
- Titre : L'Île mystérieuse (2 parties : Les Naufragés de l'air et Le Secret de l'île)
- Réalisation : Pierre Badel
- Scénario : Claude Santelli, d'après le roman de Jules Verne
- Chef opérateur : René Mathelin
- Costumes : Josette Verrier
- Production : Claude Santelli
- Date de diffusion : 28 avril 1963 et 5 mai 1963

## Distribution
- Michel Etcheverry : Cyrus Smith
- Jacques Grello : Gédéon Spillett
- Armand Meffre : Pencrof
- Ibrahim Seck : Nab
- Philippe Coussonneau : Harbert
- René Arrieu : Nemo
- Georges Géret : Ayrton
- Henri Lambert
- Marco Perrin